# La guarida del gusano blanco (película)
La guarida del gusano blanco es una película de terror británica de 1988 basada libremente en la novela de Bram Stoker del mismo título y que se basa en la leyenda inglesa del gusano de Lambton. Su guionista y director fue Ken Russell y está protagonizada por Amanda Donohoe y Hugh Grant.

## Argumento
Angus Flint (Peter Capaldi), un estudiante escocés de arqueología, mientras excava en el emplazamiento de un convento en un bed and breakfast de Derbyshire propiedad de las hermanas Trent, Mary (Sammi Davis) e Eve (Catherine Oxenberg), desentierra una extraña calavera que parece pertenecer a una enorme serpiente. Intenta descubrir la leyenda del "gusano" de d'Ampton, una serpiente mitológica encadenada en Stonerich Cavern por John d'Ampton, ancestro del actual señor de la finca, James d'Ampton (Hugh Grant).
Cuando el reloj de bolsillo del padre de las hermanas Trent, que desapareció hace un año cerca de Temple House, hogar de Lady Sylvia Marsh (Amanda Donohoe), aparece a kilómetros de distancia en Stonerich Cavern, James piensa que la criatura legendaria podría seguir viva en las profundas cavernas.
La enigmática Lady Sylvia es la sacerdotisa inmortal del dios serpiente Dionin, quien, como James sospechaba, sobrevive bajo la casa en las cavernas conectadas con Stonerich Cavern. Ella roba la calavera y después secuestra a Eve para que sirva de sacrificio a su dios, pero descubren sus acciones, y James, con la ayuda de Angus, logra rescatar a Eve y destruir a Sylvia y al gusano. Sin embargo, los dos son contaminados, y extenderán la condición vampírica de serpientes.

## Reparto
- Hugh Grant como Lord James D'Ampton.
- Amanda Donohoe como Lady Sylvia Marsh.
- Catherine Oxenberg como Eve Trent.
- Peter Capaldi como Angus Flint.
- Sammi Davis como Mary Trent.
- Stratford Johns como Peters.
- Paul Brooke como Ernie.
- Imogen Claire como Dorothy Trent.
- Chris Pitt como Kevin.
- Gina McKee como Enfermera Gladwell.
- Christopher Gable como Joe Trent.

## Producción
La película forma parte de un contrato de cuatro películas que Russell y el productor Dan Ireland hicieron con Vestron Pictures. Gothic (1986) había sido un gran éxito en video, y Vestron le dijo a Ireland que si Russell podía hacer una película de terror, financiarían su planeada secuela de Mujeres enamoradas (1986), The Rainbow. Ireland dice que Russell originalmente quería contratar a Tilda Swinton, pero ella rechazó el papel y Amanda Donohoe fue elegida en su lugar. Ireland también dice que Russell hizo la película parcialmente en homenaje a Oscar Wilde.

### Rodaje
La película se rodó en Elstree Studios en Hertfordshire, con exteriores en Gaddesden Place cerca del Gade Valley, Knebworth House y en el Peak District National Park, Derbyshire. La cueva de la película es Thor's Cave en el valle de Manifold, Staffordshire.
La casa de Derbyshire usada para la localización de Mercy Farm se utilizó anteriormente como la casa de la familia Gordon en la serie de televisión de los setenta The Adventures of Black Beauty.

## Recepción de la crítica
La película ha recibido una respuesta mixta de la crítica. En el sitio web Rotten Tomatoes, la película tiene un índice de aprobación del 57% basado en 21 críticas, y tiene la certificación "rotten". Roger Ebert le dio 2 estrellas sobre 4, y la calificó como «una respetable película de monstruos de serie B». Variety le llamó «un viaje mental divertido, aterrador y postpsicodélico».